# Shri Laksmi School

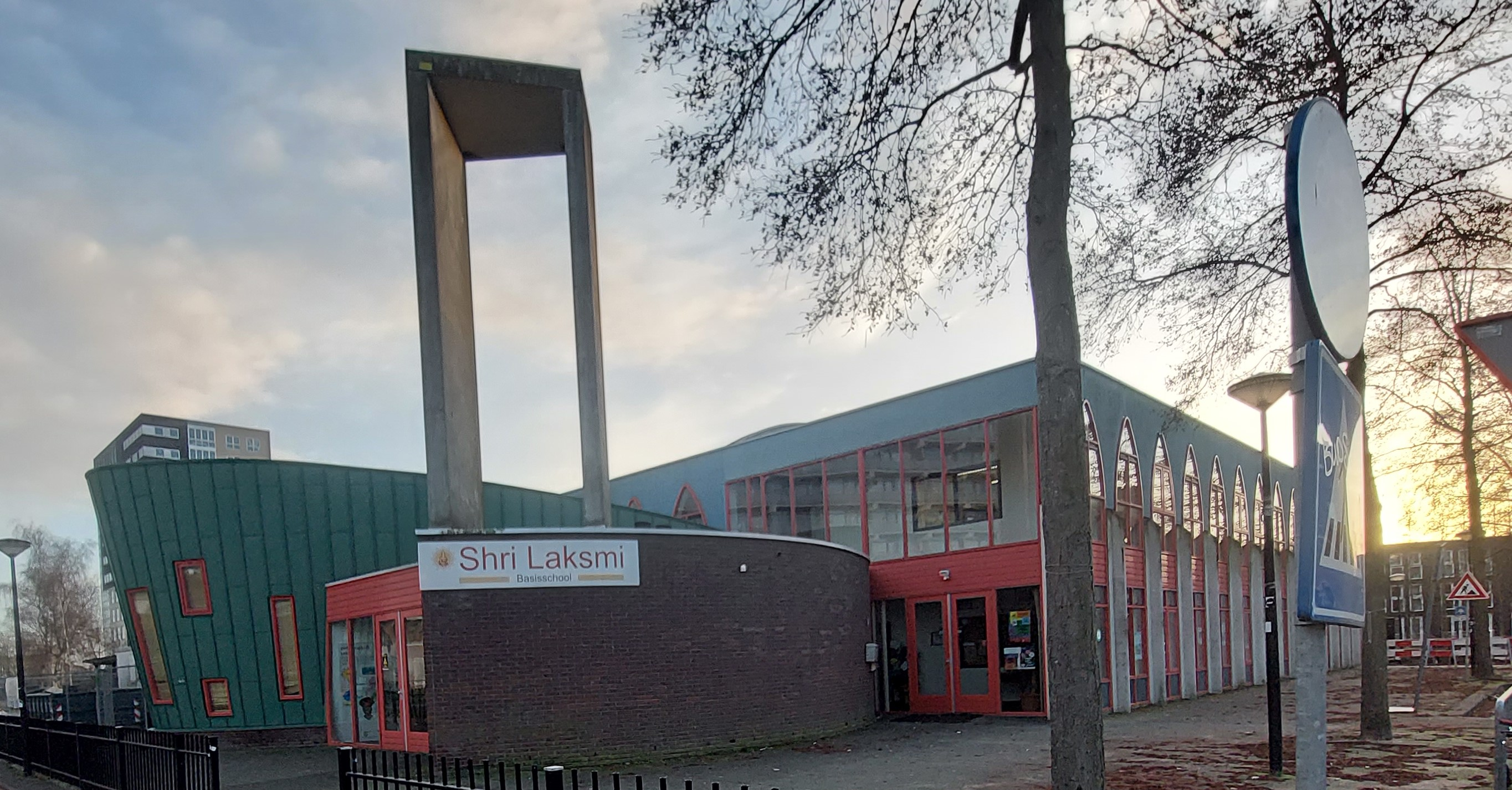
Shri Laksmi School

De Shri Laksmi School, gelegen in Amsterdam-Zuidoost, is een prominente hindoeïstische basisschool. Opgericht in 1989, heeft de school een opmerkelijke reis gemaakt van tijdelijke onderkomens in Develstein naar het huidige gebouw aan de Janusz Korczakstraat in 2003. Een uitbreiding volgde in 2006. De school ligt dicht bij de levendige Bijlmerdreef en markeert een gebied waar intensieve vernieuwingen in de Bijlmermeer sinds 1992 zichtbaar zijn.

## Architectuur
Het schoolgebouw, een ontwerp van de Hindoestaanse architect Ashok Bhalotra van KuiperCompagnons, is een visueel boeiend ensemble van verschillende vormen, kleuren en materialen. Het ontwerp integreert aspecten van Vedische teksten, zoals beeldhouwkunst en kosmische verhoudingen. Het resultaat is een kleurrijk gebouw, met spitsboogvormige ramen, een centrale patio, en diverse aangrenzende structuren die een samenhangend geheel vormen.

## Onderwijs en Gemeenschap
De school, met zijn sterke banden met de grote Hindoestaanse gemeenschap in Amsterdam-Zuidoost, biedt naast regulier onderwijs ook lessen in Hindi en hindoeïstische waarden en normen. Maar de school staat open voor alle levensbeschouwelijke en culturele achtergronden. De afbeeldingen van godin Shri Laksmi bij elke deur benadrukken de spirituele dimensie van de school.

## Bestuur en Faciliteiten
Beheerd door de Stichting Hindoe Onderwijs, maakt de Shri Laksmi School deel uit van een netwerk van vijf scholen. De school telt ruim 300 leerlingen en legt de nadruk op kwalitatief onderwijs, geweldloosheid, vegetarisme en de viering van zowel Hindoeïstische als algemene feestdagen.